# Ismaël N'Diaye
Ismaël N'Diaye (Abidjan, 20 aprile 1982) è un ex cestista e allenatore di pallacanestro ivoriano.

## Carriera
Con la Costa d'Avorio ha disputato i Campionati mondiali del 2010 e quattro edizioni dei Campionati africani (2007, 2009, 2011, 2013).

## Palmarès
- LNB: 2

BBC Lausanne: 2015-16
Vevey Riviera Basket: 2016-17